# Réginald Garrigou-Lagrange
(Marie-Benoît Lavaud (1890-1979), professore di Filosofia e Teologia all’Università di Friburgo)
Réginald Garrigou-Lagrange O.P (Auch, 21 febbraio 1877 – Roma, 15 febbraio 1964) è stato un teologo domenicano francese.
Considerato uno dei più influenti teologi cattolici del XX secolo, egli era un esponete della scuola neotomista. 
Docente di teologia dogmatica presso la Pontificia università "San Tommaso d'Aquino" di Roma dal 1909 al 1960, tra i suoi alunni si ricorda il futuro Papa Giovanni Paolo II.
Il famoso scrittore premio Nobel francese François Mauriac lodò Lagrange, dicendo che egli era "Il mostro sacro del tomismo".

## Biografia
Nasce da una famiglia illustre e sin da ragazzo dimostra particolari doti intellettuali. Dopo gli studi superiori s'iscrive all'università per diventare medico. Nel 1897, all'età di vent'anni, ancora studente di medicina a Bordeaux, legge un libro di Ernest Hello, L'uomo e il suo bisogno di Dio, che si rivela decisivo per la sua vocazione sacerdotale e religiosa. 
La dottrina della Chiesa cattolica gli appare come Verità assoluta su Dio, la sua vita intima, l'uomo, la sua origine, il suo destino soprannaturale. Se Gesù Cristo è la Verità assoluta, allora decide di dedicargli tutta la vita. Entra come novizio nell'ordine domenicano, nel convento di Amiens, assumendo il nome religioso di fra Reginaldo, come il più dotto tra i primi discepoli di san Domenico di Guzmán.
Il 30 aprile 1900 pronuncia i voti religiosi solenni e il 28 settembre 1902, a venticinque anni, è ordinato sacerdote. Nel 1904 studia alla Sorbona di Parigi per conseguire la licenza in lettere e filosofia. Nel 1905 già insegna storia della filosofia, e nel 1906 teologia dommatica al Saulchoir (lo scolasticato dei domenicani francesi, allora in Belgio), a dimostrazione delle sue non comuni qualità intellettuali e speculative.
Nel 1909 padre Reginaldo Garrigou-Lagrange è chiamato a Roma per insegnare al Collegio Internazionale Angelicum, fondato da non molto. Per più di mezzo secolo sarà un professore sempre più prestigioso, insegnando metafisica, teologia fondamentale e diversi trattati di teologia dommatica. Nel 1917 fonda la cattedra di ascetica e mistica, discipline che egli stesso insegnerà fino al 1959.
Si dedica dunque allo studio, ma non dimentica di essere un religioso, sicché unisce la preghiera e l'attenzione ai poveri alla ricerca scientifica e all'insegnamento, nonché alla cura d'anime, non sottraendosi al servizio della direzione spirituale.
Il frutto della sua operosità scientifica sono ventitré grandi opere teologiche e seicento poderosi articoli, pubblicati tra il 1904 e il 1960.
Nel 1960, al termine della sua attività accademica, si ritira nel convento di Santa Sabina, fondato a Roma dallo stesso san Domenico, sull'Aventino. Morirà dopo un periodo di malattia e particolare sofferenza, il 15 febbraio 1964.
Fra i suoi allievi più illustri ebbe il futuro papa Giovanni Paolo II che sotto la sua supervisione redasse una tesi di dottorato su san Giovanni della Croce.

## Pensiero
Lagrange nel 1946 scrisse contro il movimento teologico della Nouvelle théologie, criticandone quegli elementi che interpretava come modernisti.
Il suo pensiero ha influenzato la stesura dell'enciclica Humani generis del 1950 di Papa Pio XII.

### Politica
In politica, come molti teologi neo-scolastici del suo tempo, Garrigou-Lagrange era un forte sostenitore del movimento di estrema destra Action Française e simpatizzò anche con la Francia di Vichy. Nel 1941 lodò il regime collaborazionista francese e il suo capo di Stato, il generale Pétain; in una lettera scritta al suo ex discepolo Jacques Maritain: "Sono interamente con il maresciallo, lo vedo come il padre della patria, benedetto con un buon senso al rasento del genio e come un uomo veramente provvidenziale".

### Visione filosofica e teologica

#### L'apprensione immediata dell'essere
In Le sens commun Garrigou-Lagrange si propone di dimostrare che "la filosofia dell'essere opposta a quella del fenomeno e del divenire è l'unica vera". Contro il relativismo e il fenomenismo dei modernisti, egli vuol far vedere che la mente umana raggiunge la verità perché raggiunge l'essere; essa afferra i primi principi evidenti in se stessi, in quanto l'essere è il primo oggetto colto dalla mente nei dati sensibili. Questa apprensione naturale, istintiva, "spontanea" dell'essere e dei primi principi è ciò che Garrigou chiama senso comune.
Garrigou è d'accordo con Bergson sull'importanza capitale che ha la ricerca del primo oggetto dell'intelligenza; ma, contro Bergson e contro tutta la filosofia moderna, egli non accetta la dottrina secondo cui il primo oggetto dell'intelligenza siano le idee, ossia dei puri fenomeni interiori. Il "primo sguardo" dell'intelligenza non incontra delle idee ma delle cose, il loro essere:
(Garrigou Lagrange, "Le sens commun, la philosophie de l'être et les formules dogmatiques" (1909), p. 330))
Garrigou-Lagrange afferma quindi che l'intelligenza capta il suo oggetto sin dal primo incontro con esso, e in questo il filosofo va al di là di ogni empirismo e fenomenismo:
(Garrigou Lagrange)
Per Garrigou-Lagrange conferma questa dottrina anche l'analisi delle tre operazioni intellettive: apprensione, giudizio e ragionamento: esse non si spiegano attraverso una "immagine media", ma soltanto mediante un riferimento all'essere. Pertanto l'apprensione dell'essere non è un postulato arbitrario, ma è l'affermazione naturale e necessaria della nostra intelligenza. Nessuno è libero di apprendere o non apprendere l'essere; non si capta nulla prima dell'essere, né si può afferrare qualcosa senza l'essere, C'è una forza robusta, paragonabile ad un istinto, che spinge l'uomo verso l'essere.
Tutto ciò appartiene all'area del senso comune, in cui:
(Garrigou Lagrange)

#### L'apprensione dei primi principi
Assicurata la base oggettiva, realistica del conoscere, Garrigou-Lagrange passa a dimostrarne la verità, ossia la conformità con l'essere. Essa risulta dall'infallibilità della mente riguardo ai primi principi. Questi, che sono le nervature essenziali dell'essere, costituiscono anche le coordinate principali del pensiero, il quale perciò li apprende naturalmente, spontaneamente
(Garrigou Lagrange)
i quali:
(Garrigou Lagrange)
Questi principi "sono analitici nel senso aristotelico della parola": in essi predicato e soggetto appaiono uniti necessariamente a priori per mezzo del verbo essere".
Ma quali sono questi principi primi dell'essere e del conoscere? Garrigou-Lagrange ne enumera cinque:
- principio di identità o non contraddizione;
- principio di sostanzialità;
- principio di ragion sufficiente;
- principio di causalità;
- principio di finalità.

La validità del primo è provata in maniera ostensiva, cioè facendo vedere a chi lo nega che in realtà lo considera valido. La validità degli altri è provata in maniera analitica, dimostrando che sono riducibili al principio di non contraddizione. Così, per esempio, il principio di causalità si riduce a quello di non contraddizione, in quanto il nesso di dipendenza causale è proprietà essenziale di tutto ciò che diviene; ora, ciò che diviene passa dalla potenza all'atto; tale passaggio comporta l'intervento d'una causa; pertanto essere in divenire e non essere causato è una contraddizione assurda.

#### La capacità della ragione di giungere a Dio
La conclusione capitale che deriva dall'obiettività del conoscere e dalla validità dei primi principi è la garanzia del valore metafisico della ragione umana; essa trascende il fenomenico ed attinge l'Assoluto: dalla constatazione di certi fenomeni (divenire, causalità parziale, contingenza, ordine), e in forza del principio di causalità, la ragione giunge alla conclusione certa dell'esistenza dell'Essere sussistente.
Il problema dell'esistenza e della natura di Dio, che Garrigou aveva già affrontato in Le sens commun, viene ripreso ed approfondito in Dieu, son existence et sa nature. In quest'opera l'autore prende posizione contro l'agnosticismo che discende dalle filosofie di Hume e Kant. Essi negano obiettività al conoscere, e pertanto precludono alla ragione la possibilità di conoscere Dio. Per arginare l'agnosticismo, quindi, Garrigou-Lagrange ritorna sul valore ontologico della ragione sia quanto alle idee che ai principi. Poi ripropone e commenta le cinque vie di san Tommaso, che egli considera tutte riducibili a un'unica via, fondata sul principio di causalità. Questa via generale egli la formula così:
(Garrigou Lagrange, "Dieu, son existence et sa nature" ed. 11, Parigi 1950, pp. 232-236))

#### La natura di Dio
La conoscibilità della natura di Dio è fondata sulla dottrina dell'analogia. Quanto agli attributi, quello che secondo Garrigou-Lagrange caratterizza meglio la natura di Dio e la distingue più nettamente dalle creature è l'identità in Dio dell'essere con l'essenza; tale identità si ritrova solo in lui, mentre in tutte le creature essenza ed essere sono realmente distinti.
Per questo,
(Garrigou Lagrange)

#### La natura della filosofia cristiana
Durante il XX secolo due questioni concernenti il tomismo hanno spesso appassionato gli studiosi: la questione della natura della filosofia cristiana e la questione della validità del tomismo. Al dibattito ha preso parte, da primo attore, anche Garrigou.
La questione della natura della filosofia cristiana ha appassionato gli studiosi cattolici del XX secolo, e il Garrigou-Lagrange vi ha preso parte da primo attore.
Egli propende per una soluzione intermedia fra una concezione della filosofia cristiana troppo dipendente dalla Rivelazione e un'altra che, invece, vogliono la filosofia cristiana troppo indipendente da essa:
(Garrigou Lagrange "De relatione inter philosophiam et religionem, in Acta secundi congressus thomistici internationalis" vol. III, p. 386)
Secondo questa soluzione, la filosofia scolastica, pur "conservando la sua natura di sapienza di ordine naturale", si dice positivamente e in sé cristiana, perché riceve un duplice aiuto dall'alto: un aiuto (confortatio) oggettivo con la rivelazione di certe verità, come l'esistenza di Dio e l'immortalità dell'anima, le quali non sono fuori dell'ambito della ragione, ma sono da essa difficilmente raggiungibili; e un aiuto (confortatio) soggettivo, mediante la virtù della fede.

#### La validità del tomismo
Un altro dibattito significativo all'interno della filosofia cristiana del XX secolo è stata la questione della validità del tomismo.
Tutta l'opera filosofica di Garrigou-Lagrange è intesa a far vedere che il tomismo non solo conserva valore anche oggi, ma è anche l'unica filosofia in grado di trarre la ragione fuori dalle secche in cui l'hanno abbandonata i filosofi moderni, e di salvare quanto di buono la filosofia moderna ha conquistato. Ciò è possibile perché il tomismo non è una filosofia chiusa, ma una filosofia aperta e disponibile a raccogliere e ad assimilare la verità dovunque la trovi.
(Garrigou Lagrange - in "Sintesi tomistica", pp. 393-394))

## Opere pubblicate
Garrigou-Lagrange produsse oltre 700 opere, tra le quali libri, recensioni ed articoli.
I libri da lui pubblicati sono: filosofici, teologici e ascetici

### Opere filosofiche - parziale
- Le sens commun, la philosophie de l'être et les formules dogmatiques, Beauchesne, Parigi 1909
  - traduzione italiana: Il senso comune, Morcelliana, Brescia 1952
- Dieu, son existence et sa nature, Beauchesne, Parigi 1914
  - traduzione italiana: Le divine perfezioni secondo la dottrina di San Tommaso, Ferrari, Roma 1923
- Le réalisme du principe de finalité, Desclée de Brouwer, Parigi 1932
- Le sens du mystère et le clair-obscur intellectuel, Desclée de Brouwer, Parigi 1934
- La synthèse thomiste, Desclée de Brouwer, Parigi 1946
  - traduzione italiana: La sintesi tomistica, Queriniana, Brescia 1953

### Opere teologiche - parziale
- Le Sauveur et son amour pour nous, Du Cerf, Juvisy 1933
  - traduzione italiana: Il Salvatore e il suo amore per noi, SEI, Torino 1948
- La prédestination des saints et la grace. Doctrine de S. Thomas comparée aux autres systèmes théologiques, Desclée de Brouwer, Parigi 1936
- La synthèse thomiste, Desclée de Brouwer, Parigi 1946
  - traduzione italiana: La sintesi tomistica, Queriniana, Brescia 1953
- Dieu accessible à tous, 1941
  - traduzione italiana: Dio accessibile a tutti, Fede & Cultura, 2018

- De Revelatione per Ecclesiam catholicam proposita, Ferrari-Gabala, Roma-Parigi 1918
- De Deo uno. Commentarium in primam partem S. Thomae, Desclée de Brouwer, Parigi 1938
- De Deo trino et creatore, Marietti-Desclée, Torino-Parigi 1943
- De Christo Salvatore, Marietti-Desclée, Torino-Parigi 1945
- De gratia, Berrutti, Torino 1946
- De virtutibus theologicis, Berrutti, Torino 1948
- De beatitudine et de actibus humanis, Berrutti, Torino 1951

### Opere ascetiche - parziale
- Perfectíon chrétieuue selon St. Thomas et St. Jean de la Croix, Ed. de La Vie Spirituelle, Saint-Maximin 1923
  - traduzione italiana: Perfezione cristiana e contemplazione secondo san Tommaso d'Aquino e san Giovanni della Croce, Marietti, Torino 1933
- L'amour de Dieu et la croix de ]ésus, Du Cerf, Juvisy 1929
  - traduzione italiana: L'amore di Dio e la croce di Gesù, SEI, Torino 1936
- La providence et la confiance en Dieu: fidélité et abandon, Desclée de Brouwer, Parigi 1932
  - traduzione italiana: La provvidenza e la confidenza in Dio: fedeltà e abbandono, SEI, Torino 1933
- Les trois conversions et les trois voies, Du Cerf, Juvisy 1933
  - traduzione italiana: Le tre età della vita spirituale, Ediz. della Vita Cristiana, firenze 1936
- Les trois âges de la vie intérieure, Du Cerf, Parigi 1938
  - traduzione italiana: Le tre età della vita interiore, 4 voll., LICE, Torino 1949-1950
- L'eternelle vie et la profondeur de l'âme, Desclée de Brouwer, Parigi 1950
  - edizione italiana (precedente): L'altra vita e la profondità dell'anima, La Scuola, Brescia 1947
- De sanctificatione sacerdotis secundum nostri temporis exigentias, Angelicum, Roma 1946
  - traduzione italiana: Santificazione sacerdotale nel nostro tempo, Marietti, Torino-Roma 1949
- De unione sacerdotis cum Christo sacerdote et victima, Marietti, Torino-Roma 1948
  - traduzione italiana: Sacerdote con Cristo sacerdote e vittima, Marietti, Torino-Roma 1950